# 森貝里亞
森貝里亞是位於波士尼亞與赫塞哥維納東北部的一個地區，這一地區的中心城市是比耶利納。森貝里亞的大部分地區現在都屬於塞族共和國，小部分地區屬於波赫聯邦。這裡的人口約有20萬人，大多數都居住在比耶利納。森貝里亞這一名稱的歷史可以追溯至1533年。
44°48′03″N 19°12′49″E / 44.80083°N 19.21361°E